# Centro Coordenador de Transportes de Arouca
O Centro Coordenador de Transportes de Arouca é a central de camionagem do município de Arouca, concelho da Área Metropolitana do Porto. Está localizada à entrada da vila de Arouca, no vale do Rio Arda (Portugal). É utilizada pelos transportes públicos que servem o concelho de Arouca, que são os autocarros da Rede UNIR Mobilidade  da Área Metropolitana do Porto, com carreiras regulares, todos os dias, entre o Porto (Terminal Rodoviário do Parque das Camélias (cidade do Porto) e Terminal Intermodal de Campanhã, localizada na Estação Ferroviária de Porto-Campanhã) e Arouca, bem como entre Arouca (Centro Coordenador de Transportes de Arouca) e o Porto, quer pelo denominado «Fundo do Concelho de Arouca» (transbordo em Lourosa (Santa Maria da Feira)), quer por São João da Madeira, com transbordo no Centro Coordenador de Transportes de São João da Madeira.
O Centro Coordenador de Transportes de Arouca é um dos pontos de chegada e de partida da EN 326 (variante), que é uma estrada nacional, com cerca de 30Km, , que é a via de acesso do concelho de Arouca (concelho da Área Metropolitana do Porto, da Região do Norte) aos municípios mais a litoral, a partir da parte sudeste da Área Metropolitana do Porto, que liga o concelho de Arouca à A32, em Santa Maria da Feira. Em sentido contrário, é a porta de acesso, ao concelho de Arouca e à vila de Arouca, a partir dos municípios mais litorais da Área Metropolitana do Porto. É, portanto, a estrada estrutural e directa, com a autoestrada A32, de acesso ao concelho de Arouca, no contexto da Área Metropolitana do Porto, na Região do Norte.